# Jeux équestres mondiaux de 1998
Navigation
Édition précédente Édition suivante
Les Jeux équestres mondiaux de 1998 se sont déroulés du 30 septembre 1998 au 11 octobre 1998 en Italie à Rome. Ces Jeux ont dû être organisés en un temps très court en raison du retrait de l'Irlande, initialement pays organisateur de l'événement. Cette contrainte de temps s'est traduite par l'impossibilité des italiens à organiser les épreuves d'endurance, qui se sont finalement tenus à Abou Dabi en décembre. Les cinq autres disciplines, soit le saut d'obstacles, le dressage, le complet, l'attelage et la voltige, se sont tenues dans Rome même et dans ses environs. Quarante-deux nations représentées par près de 550 cavaliers et 700 chevaux prennent part à la compétition. L'Allemagne remporte le plus grand nombre de médailles lors de ces Jeux équestres devant la Nouvelle-Zélande, les États-Unis et les Pays-Bas. Le bilan de ces Jeux s'avère positif, la presse spécialisée saluant la performance des italiens pour avoir su gérer un tel événement avec de telles contraintes de temps.

## Organisation
Au départ, c'est l'Irlande qui aurait dû accueillir ces jeux. Cependant, cette dernière s'est retiré en 1996, en raison d'un manque de financement et de soutien politique du gouvernement local. L'idée d'annuler ces jeux et de revenir à un championnat pas discipline, dans plusieurs pays différents, est même évoquée.
Finalement, Rome, la capitale italienne, est choisie comme nouvelle ville hôte et doit ainsi tout organiser en moins d'un an,. La discipline de l'endurance fait les frais de cette organisation en accéléré puisque l'Italie plaide l'incapacité à organiser cette épreuve du fait de sa complexité. C'est ainsi que les Émirats arabes unis récupèrent l'organisation de l'événement.

## Compétitions

### Site des compétitions

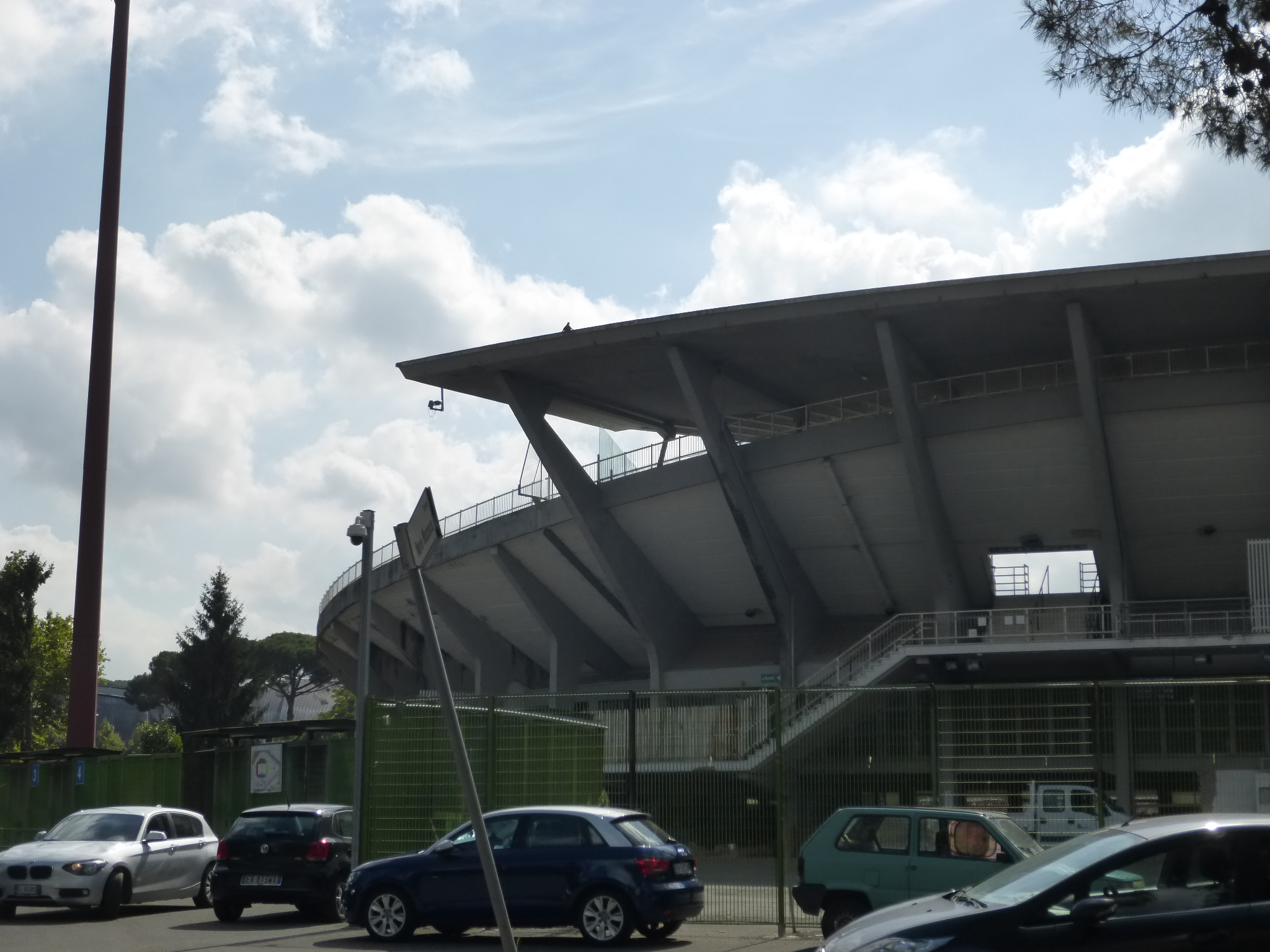
Le Stade Flaminio, site des épreuves de saut d'obstacles et de dressage, a été totalement aménagé pour l'occasion.

Les épreuves se sont déroulées sur plusieurs sites dans et à l'extérieur de Rome : le Stade Flaminio de Rome pour le saut d'obstacles et le dressage, le complexe équestre de Pratoni del Vivaro pour le complet et l'attelage et la Tenuta Santa Barbara située dans la ville de Bracciano à 30 kilomètres de la capitale pour la voltige,,.

### Disciplines
Cinq disciplines ont été représentées et courues à Rome à titre individuel et par équipe : le saut d'obstacles, le dressage, le complet, l'attelage et la voltige; la voltige distribuant un titre masculin et un titre féminin alors que les autres disciplines sont mixtes. La sixième discipline, l'endurance, s'est déroulée hors du sol italien.

### Calendrier
Dates pour chaque discipline :
- Concours complet d'équitation : 1er octobre 1998 au 4 octobre 1998
- Dressage : 30 septembre 1998 au 4 octobre 1998
- Voltige : 3 octobre 1998 au 6 octobre 1998
- Saut d'obstacles : 7 octobre 1998 au 11 octobre 1998
- Attelage : 7 octobre 1998 au 10 octobre 1998
- Endurance : 10 décembre 1998

### Nations participantes
Quarante-deux pays participent à l’événement, ce qui se traduit par près de 550 cavaliers et 700 chevaux,.
Sept pays participent pour la première fois aux jeux équestres mondiaux : la Bulgarie, la Grèce, Israël, la Jamaïque, l'Arabie Saoudite, la Lituanie, et le Venezuela.

## Compteur de médailles par nations
|       | Nation           | Or | Argent | Bronze | Total |
| ----- | ---------------- | -- | ------ | ------ | ----- |
| 1     | Allemagne        | 5  | 3      | 2      | 10    |
| 2     | Nouvelle-Zélande | 3  | 1      | 0      | 4     |
| 3     | États-Unis       | 2  | 2      | 1      | 5     |
| 4     | Pays-Bas         | 1  | 2      | 1      | 4     |
| 5     | Suisse           | 1  | 1      | 1      | 3     |
| 6     | Brésil           | 1  | 0      | 0      | 1     |
| 7     | France           | 0  | 3      | 0      | 3     |
| 8     | Italie           | 0  | 1      | 0      | 1     |
| 9     | Suède            | 0  | 0      | 4      | 4     |
| 10    | Royaume-Uni      | 0  | 0      | 2      | 2     |
| 11    | Japon            | 0  | 0      | 1      | 1     |
| 11    | Australie        | 0  | 0      | 1      | 1     |
| Total | Total            | 13 | 13     | 13     | 39    |

## Résultats

### Attelage
46 meneurs en provenance de 15 pays prennent part à la compétition. 38 terminent l'ensemble des épreuves.
La compétition s'est déroulée sur le terrain de Pratoni del Vivaro, habituellement utilisé pour le complet. Le concours a été menacé d'annulation en raison des risques d'inondation, mais la compétition a finalement pu se dérouler comme prévu
Quarante-six meneurs ont pris part à la compétition et trente-huit l'ont terminé. Le parcours de marathon, composé de nombreux dénivelés, est jugé très difficile par les concurrents. En individuel, le suisse Werner Ulrich s'impose après un barrage très disputé sur la maniabilité et termine avec 141,20 points. La seconde place est remportée par l'allemand Michael Freund et ses 142,12 points, et le néerlandais Tom Monhemius finit à 142,92 points et repart avec la médaille de bronze. Dans la compétition par équipe, les Pays-Bas remportent la compétition avec 286,08 points devant l'Allemagne avec 297,72 points et la Suède avec 303,20 points.
| Classement         | Meneur         | Pays      | Points Dressage | Points Marathon | Points maniabilité | Total Points |
| ------------------ | -------------- | --------- | --------------- | --------------- | ------------------ | ------------ |
| Médaille d'or      | Werner Ulrich  | Suisse    | 37,60           | 103,60          | 0,00               | 141,20       |
| Médaille d'argent  | Michael Freund | Allemagne | 37,12           | 105,00          | 0,00               | 142,12       |
| Médaille de bronze | Tom Monhemius  | Pays-Bas  | 41,92           | 101,00          | 0,00               | 142,92       |

| Classement         | Meneurs                                          | Pays      | Total Points |
| ------------------ | ------------------------------------------------ | --------- | ------------ |
| Médaille d'or      | Ijsbrand Chardon Harry de Ruyter Tom Monhemius   | Pays-Bas  | 286,08       |
| Médaille d'argent  | Christoph Sandmann Helmut Rolfes Michael Freund  | Allemagne | 297,72       |
| Médaille de bronze | Jan-Erik Pahlsson Fredrik Persson Tomas Eriksson | Suède     | 303,20       |

### Concours complet d'équitation
91 couples en provenance de 23 pays prennent part à la compétition. 75 parviennent au bout des épreuves.
Dans la compétition par équipe, 17 équipes sont au départ, mais seulement 11 terminent l'ensemble des épreuves. Les concurrents ont dû faire face à une météo très difficile notamment sur le cross. À l'issue du cross, le contrôle vétérinaire fait perdre ses chances de médaille par équipe à l'Allemagne et à l'Australie, leur nombre de cavaliers restant dans la compétition devenant insuffisant pour constituer une équipe. La Nouvelle-Zélande remporte la compétition avec une grande avance en totalisant que 137,65 points. La France est deuxième avec 182,85 points. Et le Royaume-Uni termine à la 3e place avec 184,95 points.
En individuel, la compétition est menée par les cavaliers néo-zélandais. À l'issue du dressage, Mark Todd prend une large avance avec le très bon score de 34 points. Seule l'allemande Bettina Overersch parvient à faire mieux avec 33,60 points. Après le cross, Mark Todd prend la tête du classement suivi par Blyth Tait. Dans l'épreuve de saut d'obstacles, Blyth Tait réalise un sans faute ce qui lui permet de remporter la compétition car Mark Todd fait plusieurs barres. La médaille de bronze revient à la suédoise Paula Tornquist qui parvient à se glisser dans le classement entre les néo-zélandais, car sur les cinq premiers du classement général, cinq sont des cavaliers néo-zélandais.
| Classement         | Cavalier        | Cheval         | Pays             | Points Dressage | Points Steeple-Chase | Points Cross | Points Obstacles | Total Points |
| ------------------ | --------------- | -------------- | ---------------- | --------------- | -------------------- | ------------ | ---------------- | ------------ |
| Médaille d'or      | Blyth Tait      | Ready Teddy    | Nouvelle-Zélande | 43,40           | 0,00                 | 0,00         | 0,00             | 43,40        |
| Médaille d'argent  | Mark Todd       | Broadcast News | Nouvelle-Zélande | 34,00           | 0,00                 | 0,00         | 10,25            | 44,25        |
| Médaille de bronze | Paula Tornquist | SAS Monaghan   | Suède            | 44,80           | 0,80                 | 0,00         | 0,00             | 45,60        |

| Classement         | Cavaliers                                                           | Chevaux                                                                   | Pays             | Total Points |
| ------------------ | ------------------------------------------------------------------- | ------------------------------------------------------------------------- | ---------------- | ------------ |
| Médaille d'or      | Blyth Tait Mark Todd Vaughn Jefferis Sally Clark                    | Ready Teddy Broadcast News Bounce Squirrel Hill                           | Nouvelle-Zélande | 137,65       |
| Médaille d'argent  | Marie-Christine Duroy Rodolphe Scherer Jean-Lou Bigot Philippe Mull | Summer Song GB Bambi de Brière Twist de la Beige HN Viens du Frêne ENE HN | France           | 182,85       |
| Médaille de bronze | Polly Phillipps Gary Parsonage Nigel Taylor Karen Dixon             | Coral Cove Magic Rogue The Frenchmann II Too Smart                        | Royaume-Uni      | 184,95       |

### Dressage
84 concurrents en provenance de 29 pays prennent part à la compétition.
La compétition par équipe se conclut avec la victoire de l'Allemagne avec 5593 points devant les Pays-Bas, vrais challengers, qui totalisent 5513 points. Plus loin derrière, la Suède prend la médaille de bronze avec 5180 points. Dans le Grand Prix Spécial, la néerlandaise Anky van Grunsven remporte l'épreuve avec une moyenne de 79,49 % juste devant l'allemande Isabell Werth qui obtient 79,35 %. L'allemande Ulla Salzgeber prend la troisième place avec 73,44 %. Dans la reprise libre en musique, dite aussi Kür, Isabell Werth déroule la meilleure reprise avec 84,57 %, devant Anky van Grunsven et ses 84,32 %. Ulla Salzgeber est troisième avec 79,24 %. Devant les prestations d'Isabell Werth et d'Anky van Grunsven, très proches au niveau du classement et nettement devant les autres concurrents, les juges ont décidé d'offrir à chacune une médaille d'or et une mdédaille d'argent correspondant à leurs classements respectifs dans le Grand Prix Spécial et la reprise libre en musique. Au classement général, c'est cependant Isabell Werth qui totalise le score le plus élevé avec 241,72 points alors qu'Anky van Grunsven obtient 241,36 points. Ulla Salzgeber est troisième avec 225 points.
| Classement         | Cavalier          | Cheval            | Pays      | Note Finale |
| ------------------ | ----------------- | ----------------- | --------- | ----------- |
| Médaille d'or      | Isabell Werth     | Nissan Gigolo FRH | Allemagne | 241,72      |
| Médaille d'argent  | Anky van Grunsven | Gestion Bonfire   | Pays-Bas  | 241,36      |
| Médaille de bronze | Ulla Salzgeber    | Rusty             | Allemagne | 225,00      |

| Classement         | Cavaliers                                                             | Chevaux                                                                 | Pays      | Note Totale |
| ------------------ | --------------------------------------------------------------------- | ----------------------------------------------------------------------- | --------- | ----------- |
| Médaille d'or      | Nadine Capellmann Ulla Salzgeber Isabell Werth Karin Rehbein          | Gracioso Rusty Nissan Gigolo FRH Donnerhall                             | Allemagne | 5593        |
| Médaille d'argent  | Anky van Grunsven Coby van Baalen Ellen Bontje Gonnelien Rothenberger | Gestion Bonfire Olympic Ferro Olympic Gestion Silvano N Olympic Dondolo | Pays-Bas  | 5513        |
| Médaille de bronze | Louise Nathhorst Ulla Hakanson Annette Solmell Jan Brink              | LRF Walk on Top Flyinge Bobby Flying Strauss 689 Bjorsell's Fontana     | Suède     | 5180        |

### Endurance
Cas unique dans l'histoire des jeux, la course s'est tenue hors du pays organisateur, c'est donc à Abou Dabi (Émirats arabes unis) que les 175 concurrents se sont affrontés,.
En individuel, c'est l'américaine Valerie Kanavy qui s'impose devant l'italien Fausto Fiorucci et le japonais Daisuke Yasunaga. Dans le classement par équipe, la Nouvelle-Zélande remporte la médaille d'or suivie par les États-Unis, médaille d'argent, et l'Australie, médaille de bronze.
| Classement         | Cavalier         | Cheval          | Pays       |
| ------------------ | ---------------- | --------------- | ---------- |
| Médaille d'or      | Valerie Kanavy   | High Winds Jedi | États-Unis |
| Médaille d'argent  | Fausto Fiorucci  | Faris Jabar     | Italie     |
| Médaille de bronze | Daisuke Yasunaga | Natsu           | Japon      |

| Classement         | Pays             | Cavaliers                                      |
| ------------------ | ---------------- | ---------------------------------------------- |
| Médaille d'or      | Nouvelle-Zélande | Alan Mccaughan Jenny Hearn John Stevenson      |
| Médaille d'argent  | États-Unis       | Wendy Merendini Darla Westlake Shirley Delsart |
| Médaille de bronze | Australie        | Shannon Parker Margaret Wade Gayleq Verdict    |

### Saut d'obstacles
86 concurrents en provenance de 28 pays prennent part à la compétition de saut d'obstacles.
La compétition par équipe est composée de deux épreuves, la seconde se jouant en deux phases. Le premier jour, dans l'épreuve de vitesse dite aussi « chasse », les Anglais prennent la tête de la compétition suivis des français. Le deuxième jour, à l'issue de la première manche, les Allemands ont la première place au provisoire, et les français sont toujours en seconde position. La compétition se termine par le maintien de l'Allemagne en première position ainsi que la France en seconde position, notamment grâce au parcours sans faute de Thierry Pomel. Le Royaume-Uni termine le podium.
En individuel, après une troisième épreuve qualificative, une finale tournante regroupant les quatre meilleurs cavaliers et chevaux clot la compétition,. Chaque cavalier monte tour à tour les quatre chevaux sur un parcours. En cas d'égalité du nombre de points un barrage avec chronomètre est organisé pour déterminer le vainqueur. Le brésilien Rodrigo Pessoa remporte la compétition avec un total de 4 points, soit une seule barre réalisée avec Joli Cœur (San Patrignano Joly), le cheval de Franke Sloothaak. Il devient à 25 ans le plus jeune champion du monde de saut d'obstacles en individuel. Le français Thierry Pomel prend la seconde place du classement avec 4,5 points de pénalité dus à une barre réalisée avec Joli Cœur et 0,5 points de temps dépassé avec Lianos. L'allemand Franke Sloothaak doit se contenter de la médaille de bronze avec ses huit points de pénalité, soit une barre avec Thor des Chaines et une barre avec Calvaro V. Il ne double donc pas son titre de champion du monde obtenu lors des Jeux de La Haye en 1994. Le suisse Willi Melliger termine à la 4e place avec un total de 12 points de pénalité.
| Classement         | Cavalier         | Pays      | Calvaro V | Gandini Lianos | Thor des Chaines | San Patrignano Joly | Total points |
| ------------------ | ---------------- | --------- | --------- | -------------- | ---------------- | ------------------- | ------------ |
| Médaille d'or      | Rodrigo Pessoa   | Brésil    | 0         | 0              | 0                | 4                   | 4            |
| Médaille d'argent  | Thierry Pomel    | France    | 0         | 0,5            | 0                | 4,5                 | 5            |
| Médaille de bronze | Franke Sloothaak | Allemagne | 4         | 0              | 4                | 0                   | 8            |
| 4e                 | Willi Melliger   | Suisse    | 0         | 4              | 4                | 4                   | 12           |

| Classement         | Cavaliers                                                     | Chevaux                                                                                       | Pays        | Total Points |
| ------------------ | ------------------------------------------------------------- | --------------------------------------------------------------------------------------------- | ----------- | ------------ |
| Médaille d'or      | Lars Nieberg Markus Beerbaum Franke Sloothaak Ludger Beerbaum | Loro Piana Esprit FRH Lady Weingard San Patrignano Joly P.S. Priamos                          | Allemagne   | 25,19        |
| Médaille d'argent  | Alexandra Ledermann Roger-Yves Bost Eric Navet Thierry Pomel  | Rochet M Airborne Montecillo Atout d'Isigny Thor des Chaines                                  | France      | 37,36        |
| Médaille de bronze | Diane Lampard Geoff Billington Nick Skelton John Whitaker     | Abbervail Dream Virtual Village It's Otto Virtual Village Hopes are H. Virtual Village Heyman | Royaume-Uni | 38,57        |

### Voltige
75 voltigeurs en provenance de 19 pays prennent part à la compétition. La compétition de voltige s'est déroulée à la Tenuta Santa Barbara, un complexe privé construit en 1982 situé dans la ville de Bracciano à 30 kilomètres de la capitale.
Chez les hommes, c'est l'américain Devon Maitozo qui s'impose et remporte l'or. Sa performance est décrite comme une voltige « en légèreté ». C'est le cas également pour le français Matthias Lang dont la prestation est estimée s'apparenter à une danse et qui obtient la médaille d'argent. Ces Jeux marquent l'évolution de la voltige vers une nouvelle forme, plus orientée sur la grâce et la légèreté en comparaison avec la voltige très technique et physiquement très impressionnante de force des voltigeurs allemands. L'allemand Henrik Ossenbrink ne gagne que la médaille de bronze. L'Allemagne n'est toutefois pas en reste, puisqu'elle remporte la médaille d'or par équipe devant la Suisse et les États-Unis, ainsi que la médaille d'or individuelle féminine pour Nadia Zülow devant l'américaine Kerrith Lemon et une autre allemande, Janine Oswald.
| Classement         | Voltigeur         | Cheval          | Pays       | Note Finale |
| ------------------ | ----------------- | --------------- | ---------- | ----------- |
| Médaille d'or      | Devon Maitozo     | Whisky 191      | États-Unis | 8,890       |
| Médaille d'argent  | Matthias Lang     | Quitus du Madon | France     | 8,643       |
| Médaille de bronze | Henrik Ossenbrink | Panjano         | Allemagne  | 8,641       |

| Classement         | Voltigeuse    | Cheval     | Pays       | Note Finale |
| ------------------ | ------------- | ---------- | ---------- | ----------- |
| Médaille d'or      | Nadia Zülow   | Rainbow 32 | Allemagne  | 8,725       |
| Médaille d'argent  | Kerrith Lemon | Pasio 1    | États-Unis | 8,469       |
| Médaille de bronze | Janine Oswald | Rainbow 32 | Allemagne  | 8,378       |

| Classement         | Pays       | Cheval      | Note Finale |
| ------------------ | ---------- | ----------- | ----------- |
| Médaille d'or      | Allemagne  | Joker 172   | 7,759       |
| Médaille d'argent  | Suisse     | Le Grand    | 7,571       |
| Médaille de bronze | États-Unis | Kalinka 137 | 7,537       |

## Bilan
Les Jeux de 1998 sont un succès. Ils sont qualifiés de « vrai miracle » par Cheval Magazine du fait qu'ils ont été organisés en moins d'une année et le magazine L'Éperon déclare que les italiens ont « relevé le gant avec maestria ». Quelques regrets sont cependant à noter. Le premier concerne l'endurance qui n'a pu se dérouler dans le même pays que les autres disciplines. Le second concerne l'éloignement géographique des différents sites des Jeux. Les meneurs et les voltigeurs n'ont pas pu croiser les autres cavaliers des autres disciplines étant très excentrés. La voltige s'est ainsi déroulée à plus d'une heure du centre de Rome. Cela implique peu d'échanges entre les athlètes des différentes disciplines, point renforcé par le déroulement des épreuves : lorsque les cavaliers de saut d'obstacles sont arrivés à Rome, les cavaliers de dressage et de concours complet étaient déjà repartis.